# Corneilla-la-Rivière
Corneilla-la-Rivière – miejscowość i gmina we Francji, w regionie Oksytania, w departamencie Pireneje Wschodnie.
Według danych na rok 1990 gminę zamieszkiwało 1081 osób, a gęstość zaludnienia wynosiła 91 osób/km² (wśród 1545 gmin Langwedocji-Roussillon Corneilla-la-Rivière plasuje się na 316. miejscu pod względem liczby ludności, natomiast pod względem powierzchni na miejscu 655.).

## Populacja

Populacja Corneilla-la-Rivière w latach 1962–2008